# 輝夜姬想讓人告白－永不結束的初吻－
《輝夜姬想讓人告白－永不結束的初吻－》是2022年12月17日在日本上映的浪漫喜劇動畫電影，改編自赤坂明創作的同名漫畫系列。該電影由畠山守執導，A-1 Pictures製作，Aniplex發行，劇情承接動畫第3季《輝夜姬想讓人告白－超級浪漫－》。

## 劇情簡介
在文化祭結束後，四宮輝夜決定陪伴白銀御行前往美國史丹佛大學就讀，並在過程中親吻了他。然而，她從女僕早坂愛口中得知自己不小心給了白銀一個「成人之吻」，感到焦慮不安，甚至因壓力和失眠導致不同人格間的衝突，最終由冷漠果斷的「冰輝夜」主導行動。白銀一方面渴望了解輝夜的心意，一方面又因自身的不安和成長經歷感到壓力巨大。到了平安夜，白銀送出了一份展現真心的禮物──劍玉，輝夜也向他表達了她想要了解真正的白銀。兩人共享了一個平靜而幸福的吻，輝夜逐漸接受自己的多重人格，兩人正式確認戀愛關係，迎接新的開始。

## 配音員
| 角色       | 配音員     |
| 角色       | 日本       |
| ---------- | ---------- |
| 四宮輝夜   | 古賀葵     |
| 白銀御行   | 古川慎     |
| 藤原千花   | 小原好美   |
| 石上優     | 鈴木崚汰   |
| 早坂愛     | 花守由美里 |
| 伊井野御子 | 富田美憂   |
| 旁白       | 青山穰     |

## 製作與上映
動畫第3季播完後，宣布正在製作新動畫。改編自原作聖誕節篇章的特別篇，以《輝夜姬想讓人告白－永不結束的初吻－》作為標題。該特別篇於2022年12月17日在日本全國51家電影院上映，並於2023年3月31日起在日本電視台播出。

## 主題曲
片頭曲Love is Show
演唱：鈴木雅之、高城蕾妮，作詞、作曲：水野良樹，編曲：本間昭光
片尾曲heart notes
演唱：鈴木愛理，作詞：meg rock，作曲、編曲：杉山勝彥
插入曲
演唱：halca，作詞：宮嶋淳子，作曲、編曲：山田龍平

## 外部連結
- 電影動畫《輝夜姬想讓人告白－永不結束的初吻－》官方網站（日語）